# 拉·法蘭西M16K卡賓槍
拉·法蘭西M16K（英語：La France M16K）是一款由拉·法蘭西特產公司所研製及生產的M16步槍修改型極短管突击步枪，這與其他槍支有關的活動中，常見的軍用武器轉換成更為緊湊的配置，並讓通常為執法機關和特種部隊的成員使用，發射5.56×45毫米北約口徑步枪子彈。
M16K是由前加利福尼亚州聖地牙哥縣的拉·法蘭西特產公司的首長蒂莫西·F·拉·法蘭西所設計，為了在運輸過程中的人員抵抗會通過預測到的埋伏所使用。其短小尺寸，獨特的瞄準系統被設計為了方在便行駛中的車輛內射擊，而這是甚至尺寸較其稍長的CAR-15或XM-177都可能會產生問題的事情。它非常緊湊的外觀也使它成為直升機機組人員的理想武器，或是用作在迫降時保護自身的救生步槍，否則他倆迫降時就只能依靠佩槍。

## 歷史
從1982年開始，拉·法蘭西特產公司生產M16K，隨後該公司研製了這槍衍生而成的經過高度修改型號，其後該修改型號被命名為M16K-45，發射.45 ACP手枪子彈並且使用20或30發湯普森衝鋒槍彈匣供彈。除了彈匣以外，該槍完全是由拉·法蘭西所製造，而且不僅僅是按M16K如其原型的殼體般將一枝現有槍械作出修改。1990年代，拉·法蘭西特產公司與北美集成技術公司之間訂立協議，以分銷拉·法蘭西特產公司的產品。2004年，拉·法蘭西特產公司被SureFire有限責任公司所收購，而至今仍可提供拉·法蘭西特產公司的產品。
M16K使用早期型柯爾特AR-15的上機匣，因此並無可在A1型上發現的復進助推器和彈殼偏向裝置。由金屬管所組成的照門焊接在提把以上並且取代原來的可調節式瞄準具，製成了準鬼環式瞄準具。其護木為原來的三角形護木的縮短版本。M16K使用不銹鋼雙管製成的拉·法蘭西氣動式系統，該系統極大地提高了採用短槍管的武器的可靠性。下機匣為標準型M16的快慢機組件。M16K相當罕見，非常具有收藏價值。
後期型M16K-45衍生型使用由蒂莫西·F·拉·法蘭西為.45 ACP手槍子彈專門設計的專用上下機匣所生產。兩者都是鍛製件。M16K-45具有兩種生產型態，分別是配備了全自動射擊和短槍管的第二類槍械版本，以及配備了只有半自動射擊和一根16英吋、以讓它被視為第一類槍械以下在市場上銷售的半自動民用型。槍管具有補償器，以減少全自動射擊時的槍口上揚。生產延誤導致該槍沒有在民用銷售市場上作好準備，直到1994年聯邦突擊武器禁制法案（簡稱：AWB）頒布以後，其半自動版本銷售更因而下挫。當2004年禁制法案失效以後，M16K-45再次得以合法轉讓。
德克萨斯州的北美集成技術公司（NAIT）可能已在生產M16K-45的全自動和半自動版本，這為M16K-45的衍生型提供了研發、測試和生產的資金。1986年5月以後，其全自動版本被法例列為机枪，並且根據全國槍械法（簡稱：NFA）條例，獲准許持有的1986年5月以後的機槍只能轉讓給可供使用的人員和機構。半自動版本則可讓民用市場上的合資格買家購入及使用。

## 設計
16K是所謂的“K”型武器（“K”代表的德語單詞“Kurz”，意為“短”）。拉·法蘭西M16K基本上就是一枝發射標準公發型5.56×45毫米北約口徑標準型軍用M16步槍裝上的是一根83⁄8英吋（206.38毫米）槍管（標準槍管長度為20英寸（508毫米））。就像許多M16系自動和半自動武器，該槍使用直接導氣，利用來自槍管的燃氣的高氣壓，經導氣管的導流向後「吹送」槍械裡的槍機循環。大多數自動武器使用一套機械裝置，例如設置於槍機和高壓燃氣之間的活塞和其連桿。在標準型M16以上，導氣管的長度大約是16英寸（406.4毫米），因而令其全自動（循環）射速為650發／分鐘。一般而言，縮短槍管會令射速明顯增加，進而導致武器難以控制和可靠性低。為了使用比標準型號顯著縮短槍管的槍型而不增加其射速，拉·法蘭西設計（並隨後獲得專利）其可調節導氣系統，將其射速保持與具有全長度槍管的型號一樣。

## 附件
拉·法蘭西M4 HFZ抑制器單元是為了與就像拉·法蘭西M16K一樣的短管步槍於半自動和全自動發射模式以下作消聲工作而設計。
- 口徑：5.56×45毫米北約口徑
- 推薦的發射彈藥：M193實心彈（M16A1步槍或XM177卡賓槍）或M855實心彈（M16A2／M16A3步槍，M16A4步槍或M4／M4A1卡賓槍）
- 噪音水平（裝上消聲器以後）：使用消聲型M855實心彈時為113分貝
- 噪音水平（不裝上消聲器）：不消聲的M855實心彈時為168分貝
- 表面處理：烘烤平坦黑色搪瓷，經過磷酸锰塗層
- 建構：4130輕型軍械鋼管與7075-T6鋁合金和303SS不鏽鋼內部結構
- 安裝方式：旋入螺紋式槍口帽
- 消聲器的長度：12英寸
- 消聲器的直徑：1.875英寸
- 長度（總體）：武器長度增加11.5英寸
- 槍口焰：無
- 消聲器的重量：36盎司

## 外部連結
- （英文）—Guns.com—
  - La France M16K （页面存档备份，存于）
  - La France M16K Review: If You Get a Chance – Shoot It!
- （英文）—Interview with Tim LaFrance of LaFrance Specialties （页面存档备份，存于）
- （英文）—Nazarian—La France M16K / M16K-45 （页面存档备份，存于）
- （英文）—Military, Security and Civilian Guns and Equipment—La France M16K (Kurz) Assault Carbine / Submachine Gun (SMG) （页面存档备份，存于）
- （简体中文）—D Boy Gun World（槍炮世界）—LaFrance M16K （页面存档备份，存于）
- （繁體中文）—Civilian Gunner—La France M16K （页面存档备份，存于）